# Schadstoff
Im täglichen Sprachgebrauch versteht man unter Schadstoffen in der Umwelt vorhandene Stoffe oder Stoffgemische, die schädlich für Menschen, Tiere, Pflanzen oder andere Organismen sowie ganze Ökosysteme sein können. Dabei kann die Schädigung durch Aufnahme durch Organismen oder Eintrag in ein Ökosystem oder seine Biomasse hervorgerufen werden. Als „schädlich“ wird ein Stoff in engerem Sinne wegen seiner Wirkung auf ein Ökosystem definiert (von Mikroorganismen bis hin zu Pflanze, Tier und Mensch).
Diese Festlegung zeigt jedoch auch die Schwierigkeit bei der Definition dieses Begriffes auf. Ein bestimmter, chemisch definierter Stoff (Substanz) ist nicht in jedem Fall der Kategorie Schadstoff (oder auch Giftstoff) eindeutig zuzuordnen oder aus ihr auszuschließen; vielmehr kommt es auch auf die chemische Konzentration, die Menge und die Umgebungssituation an. Die Wirkung eines Schadstoffes (wie auch eines Giftstoffes) auf ein Ökosystem muss daher unter Umständen durch Feldversuche, Langzeitexperimente und Schadstoff-Analysen in Form von qualitativen Nachweisreaktionen und quantitativ-instrumentelle Messungen untersucht und dokumentiert werden. 

## Natürliche und künstliche Schadstoffe

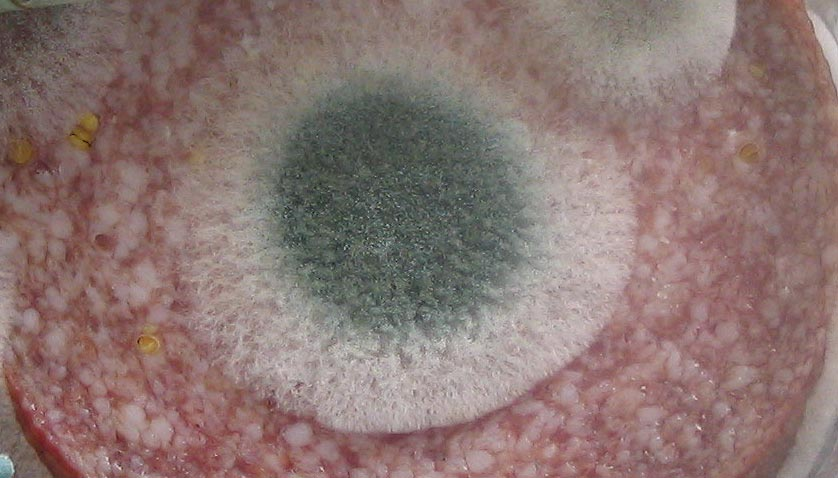
Salami mit Schadschimmel

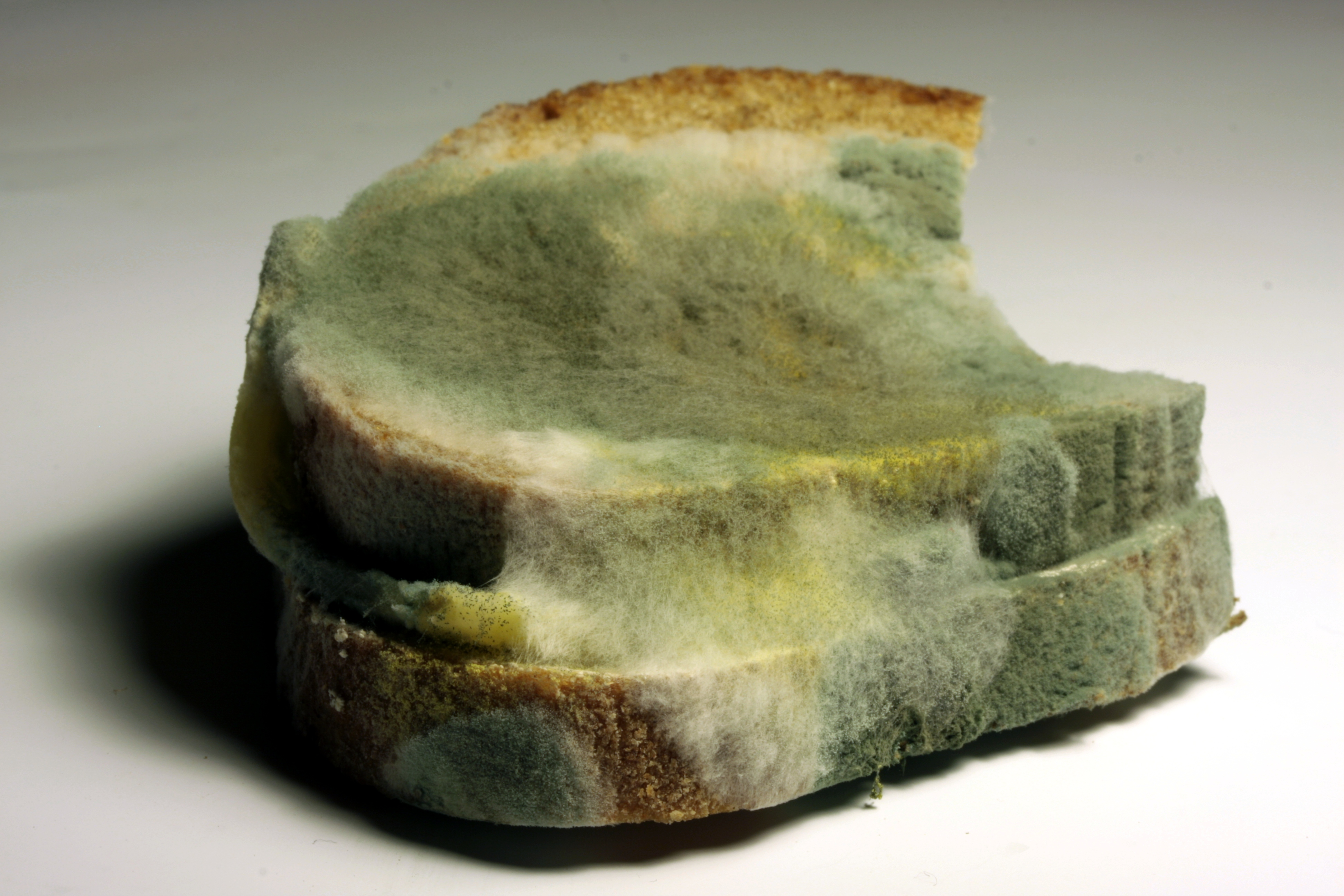
Brot mit Schadschimmel

Unter den Schadstoffen unterscheidet man prinzipiell zwei Gruppen:
- natürliche Schadstoffe – wie beispielsweise Gesteins-Staub oder Mykotoxine (Pilz-Giftstoffe[1]) – und
- künstliche Schadstoffe – anthropogenen Ursprungs, also von Menschen verursacht oder freigesetzt.

Beide Gruppen können chemisch verschiedene Stoffe, organische oder anorganische, aber auch starke strukturelle Unterschiede aufweisen und sich aus Partikeln von verschiedener Größe zusammensetzen.
Daher werden Schadstoffe auch nach anderen Gesichtspunkten unterteilt:
1. Schadstoffe durch Landwirtschaft
2. Schadstoffe durch Umweltverschmutzung
3. Schadstoffe durch unsachgemäße Lagerung, Zubereitung und Entsorgung
4. Schadstoffe natürlichen Ursprungs

## Schadstoffe durch Landwirtschaft und Gartenbau

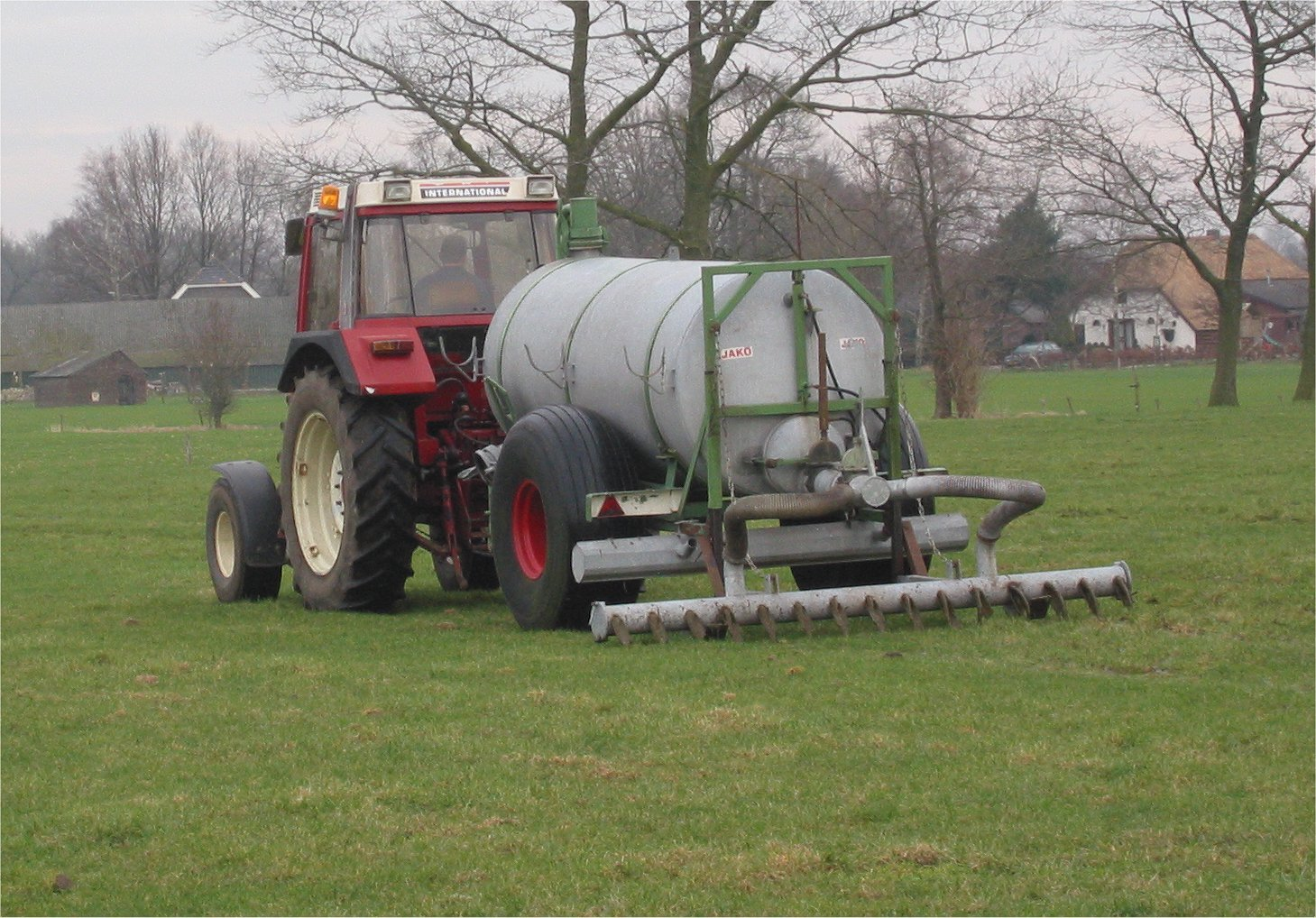
Bodennahe Gülleausbringung aus einem Güllefass auf Grünland

Mögliche Schadstoffe wären hier:
- Pestizide, wie z. B. DDT oder Hexachlorbenzol (HCB) werden von Landwirten zur Schädlingsbekämpfung gebraucht und können schädlich wirken, speziell wenn sie ins Grundwasser oder in Oberflächengewässer ausgeschwemmt werden, da sie auf viele Organismen toxisch, fruchtschädigend, karzinogen oder mutagen und zumal oft sehr persistent sind.
- Stickstoffdüngerdüngung (beispielsweise mit Gülle) kann unter anderem Nitrate in das Grundwasser bzw. in Lebensmittel einbringen. Diese Nitrate werden im Körper zu Nitriten metabolisiert und können den Sauerstofftransport beeinträchtigen (Methämoglobinämie), bei Säuglingen kann eine Zyanose auftreten. Außerdem können aus Nitrit und Eiweißen Nitrosamine entstehen, welche größtenteils als krebserregend eingestuft werden.
- Viele Mineraldünger enthalten Phosphatdünger, welche einen natürlichen Gehalt an Uran[2] und Cadmium aufweisen. Diese Schadstoffe können sich im Boden anreichern und auch in das Grundwasser gelangen.

## Verkehrsbedingte Schadstoffe

### Auto, Bahn, Lkw, Motorrad, Schifffahrt

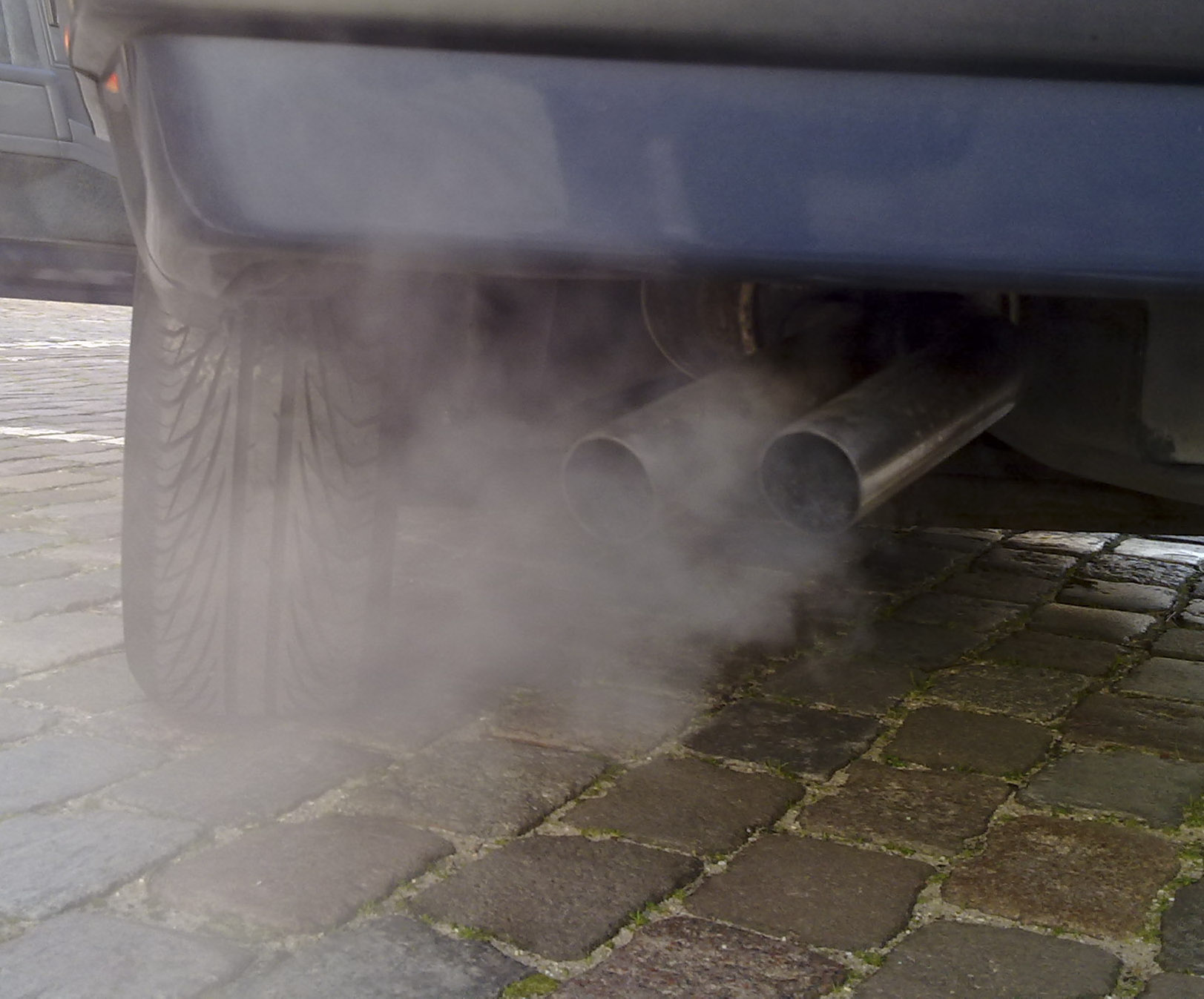
Abgase eines Autos

Durch Autoverkehr, Bahnverkehr, Lastwagenverkehr, motorisierten Kraftradverkehr sowie Schiffsverkehr werden Schadstoffe freigesetzt. Dabei ist zwischen den beim Verbrennungsvorgang entstehenden Abgasen und dem Feinstaub, der durch Abrieb der Reifen, der Fahrbahn sowie der Bremsbeläge entsteht zu unterscheiden.
Die Schadstoffkonzentration in den Abgasen kann durch technische Verfahren reduziert werden. In der Europäischen Union wird sie durch die Abgasnorm reguliert. Seit 1. Januar 2020 gilt für neue Personenkraftfahrzeuge europaweit die Euro-6-Norm.
Die Feinstaubbelastung durch Abrieb lässt sich nur bedingt durch technische Maßnahmen verringern.

### Flugverkehr
Flugzeuge verbreiten ihre Abgas-Schadstoffe in der oberen Atmosphäre.

## Schadstoffe durch unsachgemäße Lagerung und Zubereitung

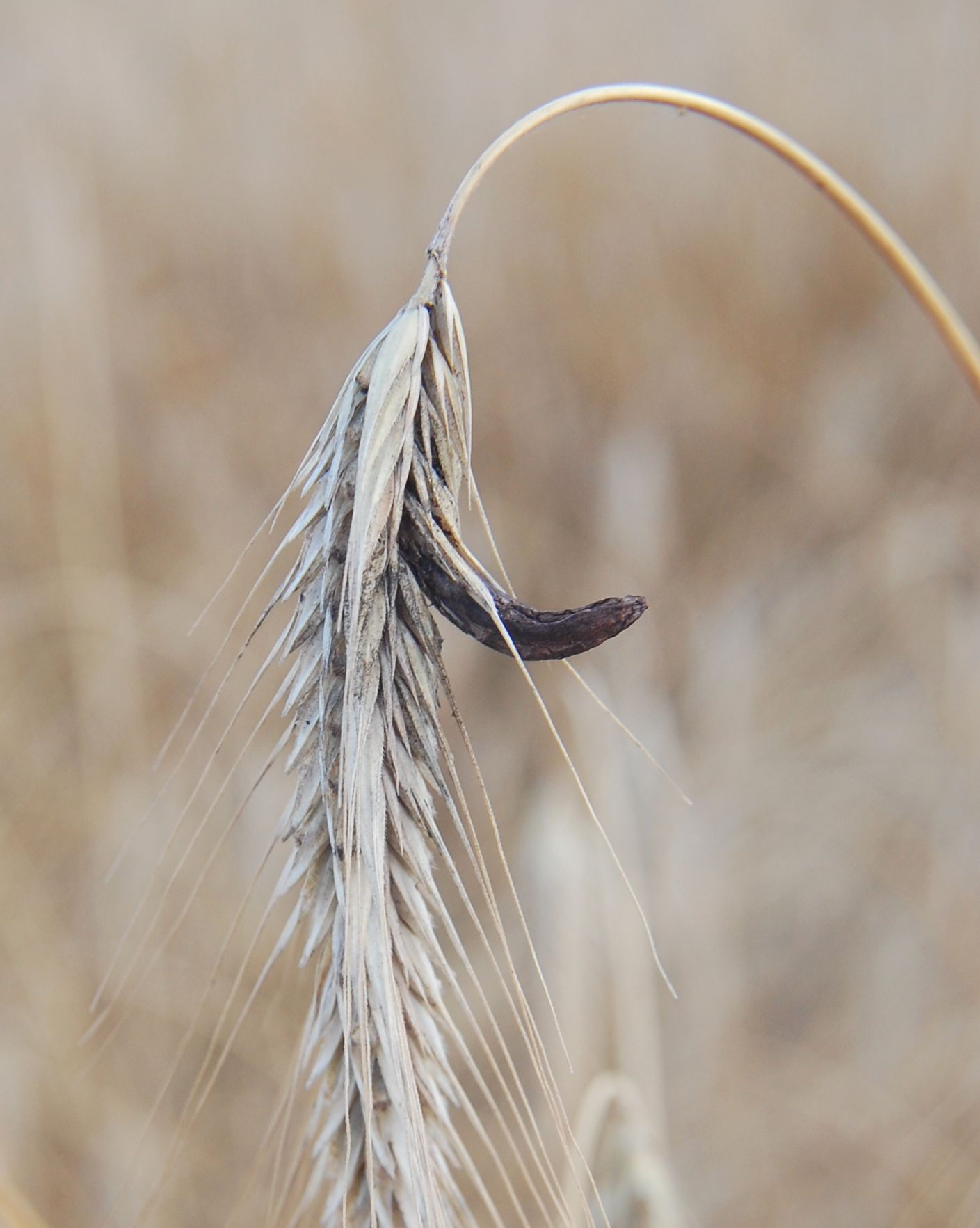
Roggenähre mit Mutterkorn

Durch falsche Lagerung von Nahrungsmitteln können sich Mikroorganismen gut vermehren, so dass sie Schadstoffe wie Aflatoxine, Patulin oder Mutterkornalkaloide metabolisieren.
Aber auch ohne Einfluss von Lebewesen können sich in Lebensmitteln mit der Zeit Schadstoffe bilden, etwa durch UV-Strahlung.

## Schadstoffe in Produkten
Lösemittel in Klebern, Weichmacher in Plastik, Asbest in älteren Elektrogeräten, Flammschutzmittel in Kleidung und Biozide in Putzmörtel sind einige Beispiele für Produkte, Geräte und Baustoffe des Alltags, die Schadstoffe enthalten. Viele dünsten mit der Zeit aus oder können durch unsachgemäße Verwendung freigesetzt werden. Letztes ist beispielsweise der Fall, wenn Bambusware-Produkte mit heißen Getränken oder Speisen befüllt werden – dabei tritt gesundheitsgefährliches Melamin und Formaldehyd aus. Am Gesundheit- und Umweltschutz ausgerichtete Regularien, Grenzwerte bzw. Stoffverbote und Informationspflichten für Verbraucherinnen und Verbraucher finden sich im Stoff- oder Produktrecht; wenn Schadstoffe bei der Abfallbehandlung relevant sind, auch im Abfallrecht. Werden schadstoffbelastete Produkte irgendwann zu Abfall, können Verwertungsstrategien zum Einsatz kommen, die enthaltene Schadstoffe lösen, Gefahrenpotenziale stark verringern oder gänzlich beseitigen. Nicht recycelbare gefährliche Abfälle müssen durch Deponierung oder eine thermische Behandlung aus dem Kreislauf ausgeschleust werden.

## Schadstoffe im Tabakrauch
Generell gilt es zwischen den Schadstoffen im inhalierten Rauch (Hauptstromrauch) und den Schadstoffen des Rauchs an der Spitze der Zigarette (Nebenstromrauch) zu unterscheiden. Die Schadstoffe im Nebenstromrauch sind um ein Vielfaches stärker als im inhalierten und wieder ausgeatmeten Hauptstromrauch, da beim inhalierten Rauch die Verbrennungstemperatur höher ist, der inhalierte Rauch normalerweise gefiltert wird und zusätzlich ein Teil der Schadstoffe in der Lunge der rauchenden Person hängen bleibt.
Je nach Menge der gerauchten Zigaretten ergeben sich in geschlossenen Räumen Schadstoffkonzentrationen, die auch für Nichtraucher schwere Folgen haben können. Der kleinste geschlossene Raum ist meist das Auto, manchmal auch ein Zugabteil.

### Zusatzstoffe in den Zigaretten
Die Zigarettenindustrie und allgemein die Tabakindustrie hat seit 1977 in Deutschland das Recht, Raucherwaren (Lebensmittel-)Zusatzstoffe beizufügen. Diese Zusatzstoffe können bei der Verbrennung weitere krebserregende Stoffe bilden.

## Schadstoffe natürlichen Ursprungs

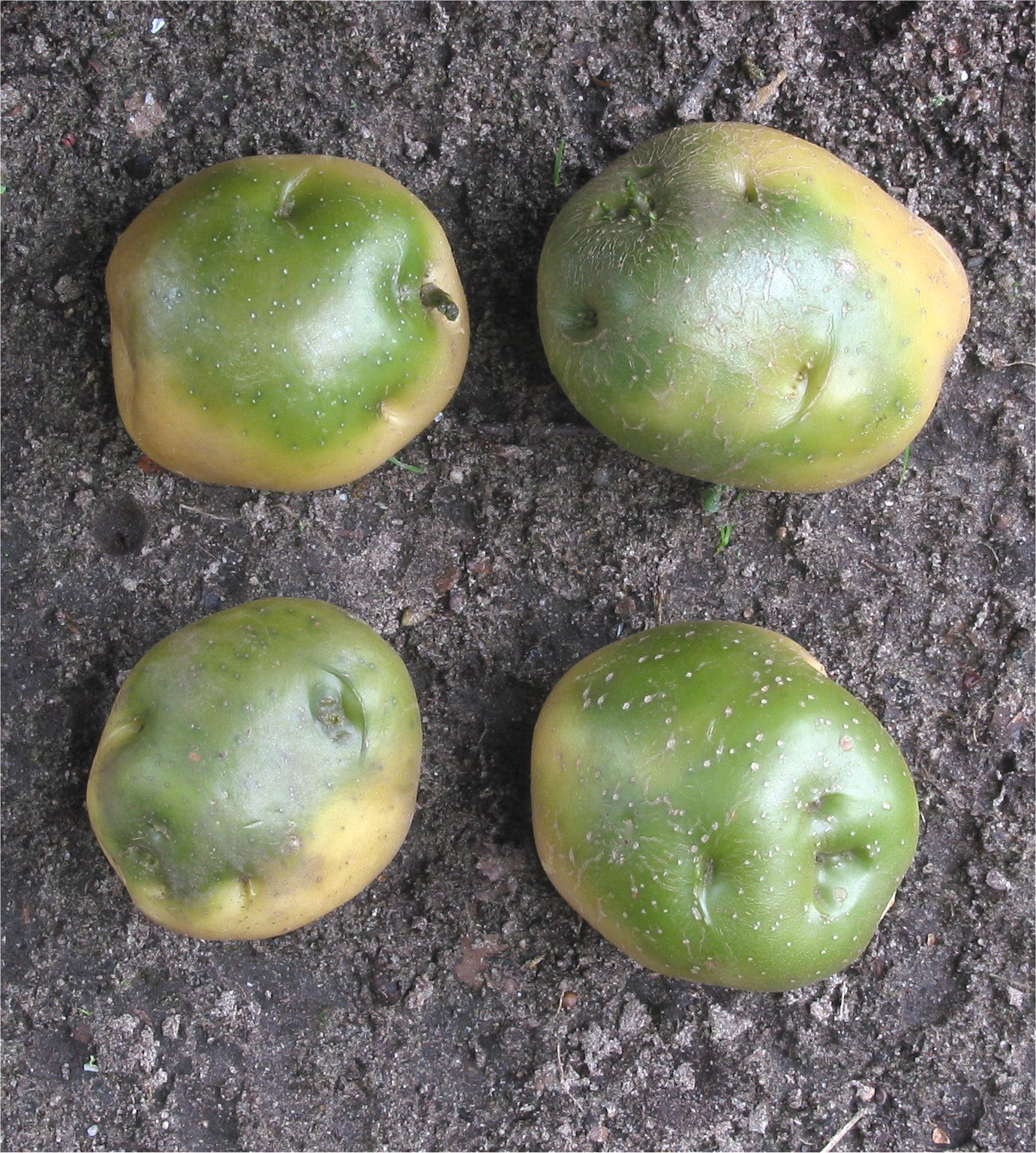
Der grüne Anteil von Kartoffeln enthält viel Solanin.

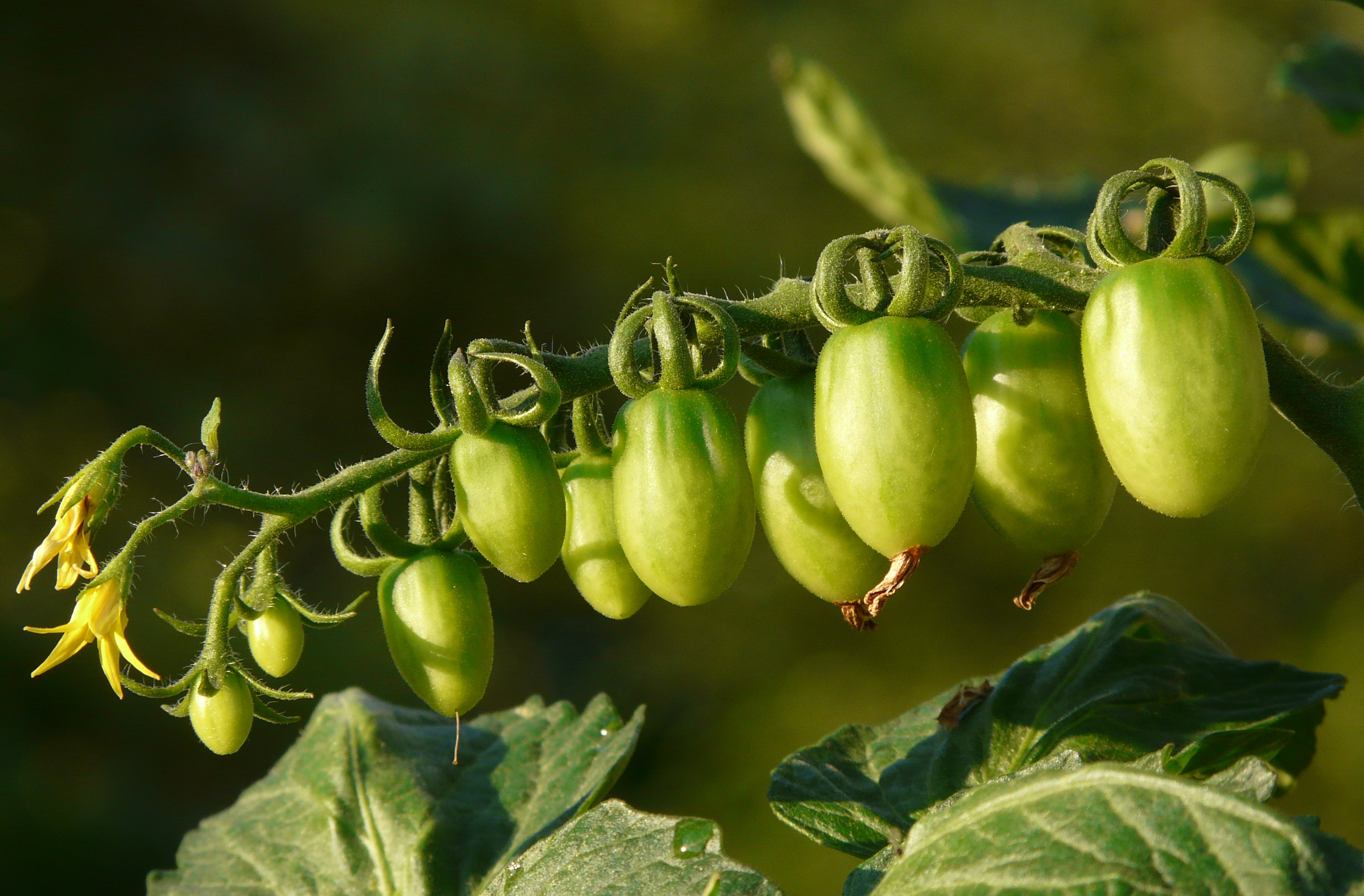
Unreife Tomaten enthalten viel Solanin.

Es gibt auch Schadstoffe, die in der Natur entstehen. Die Bandbreite erstreckt sich dabei über Gifte verschiedener Pflanzen, über weitreichende Schadstoffquellen wie Vulkane, die unter anderem Schwefeldioxid und große Staubmengen emittieren. Bei Waldbränden entstehen ebenfalls unter anderem Schadstoffe wie Kohlenstoffmonoxid, teerartige Stoffe und Phenole.
Weitere Beispiele:
- Blausäure in Mandeln, Obstkernen und Nüssen
- Lektine in rohen Bohnen, „verklebt“ rote Blutkörperchen (Erythrocyten-agglutinierend)
- Oxalsäure in Spinat, Rhabarber und Roter Bete, sie kann zur Nierensteinbildung beitragen
- Solanin (Solanum Steroidalkaloidglycoside) in grünen gekeimten Kartoffeln sowie unreifen Tomaten
- Asbestfasern als Bestandteil von serpentin-[9] und hornblendehaltigem Gestein
- Radon als radioaktive Emissionsquelle aus Gestein[10]

## Gliederung der Schadstoffe

### Gliederung nach dem chemischen Prozess

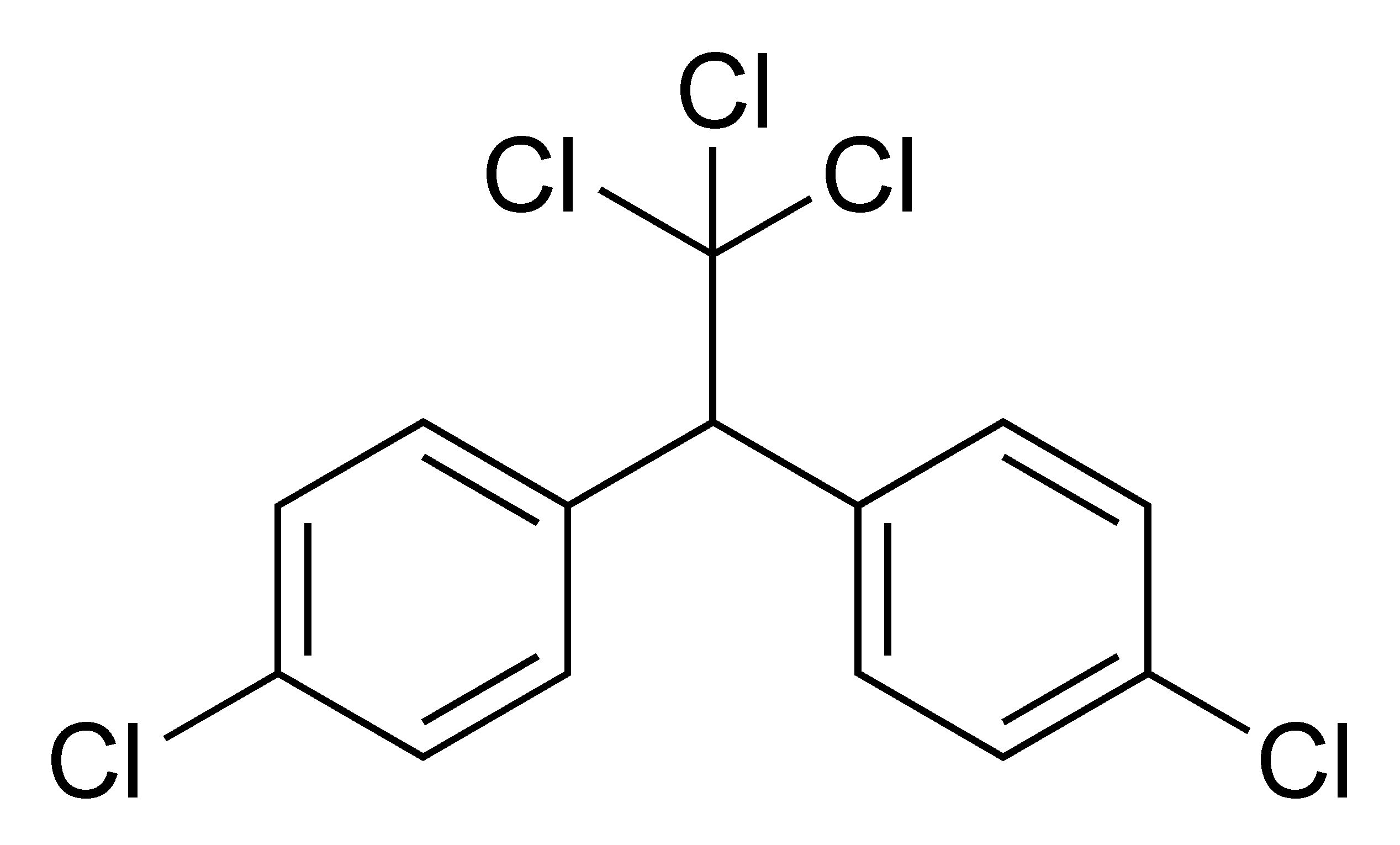
Strukturformel von DDT – einem typischen anthropogen organischen Gift

Anorganische Schadstoffe: Elemente, molekulare und salzartige Verbindungen (aus chemischen Stoffklassen wie Schwermetalle, Salze, Säuren, Laugen und nach Ursprung):
(a) Natürlichen Ursprungs – vulkanische Stoffe, Gesteins-Staub.
(b) Anthropogenen Ursprungs – wie viele Anteile am Feinstaub, am Kunstdünger oder diverse Stickoxide und Schwermetalle.
Letztere können allerdings auch natürlichen Ursprungs sein, indem sie aus belastetem Boden oder beispielsweise aus vulkanischer Aktivität stammen und so in die Nahrungskette oder in die Luft gelangen.
Organische Schadstoffe: Kohlenwasserstoffe (gesättigt und ungesättigt, Aliphaten und Aromaten), substituierte Kohlenwasserstoffe wie FCKW, Carbonsäuren, Stickstoff-Basen und Giftstoffe (Toxine) und ähnliche – die ihrerseits wiederum alle oft in die Kategorien natürlich und künstlich klassifiziert unterteilt werden können
(a) Natürlich-organische Schadstoffe – Giftstoffe von Pilzen und anderen biologischen Organismen
(b) Anthropogen-organische Gifte wie PCB und DDT
Zu ersteren könnte man auch Flugpartikel wie Pollen oder Katzenhaare zählen, wenn sie bei manchen Personen Allergien auslösen (potentielle Schadstoffe).

### Strukturelle Gliederung der Schadstoffe
Schadstoffe existieren in der Regel in Form von Stoffgemischen. Bei festen Schadstoffen ist der Durchmesser der Partikel von Bedeutung, weil er für die Verbreitung, Verwirbelung und die eventuelle Expektoration aus der Lunge entscheidend ist. Auch der Zusammenhalt der Teilchen und andere strukturelle Eigenschaften sind von Bedeutung.
Man kann von Aggregatzustand und Struktur her unterscheiden:
1. längliche Strukturen (Haare, Härchen, Asbestfasern)
2. Staub (Feststoff-Partikel von 0,01 mm bis etwa 0,5 Millimeter)
3. Feinstaub (Partikel unter 10 µm, in Luft verwirbelt auch Rauch oder Aerosol)
4. Flüssigkeitströpfchen in Form von Dampf oder Nebel aus Molekülen unterschiedlicher Größe, unter Umständen auch als Belag auf Staubpartikeln (wie in Teer-Dämpfen und Tabakrauch) oder in wässriger Lösung oder Emulsion.
5. Gase (wie die Luftschadstoffe Stickstoffdioxid, Kohlenmonoxid, Schwefeldioxid, FCKW)

## Schadstoff im Strafrecht

### Deutschland
In Deutschland beschreibt das Strafgesetzbuch (StGB) im 29. Abschnitt in den § 324 bis § 330 Straftaten gegen die Umwelt. Danach ist es strafbar, Stoffe in einem Umfang freizusetzen, der geeignet ist
1. die Gesundheit eines anderen, von Tieren, Pflanzen oder andere Sachen mit bedeutendem Wert zu schädigen oder
2. nachhaltig ein Gewässer, die Luft oder den Boden zu verunreinigen oder in einer sonstigen Weise nachteilig zu verändern.

### Schweiz
Laut Art. 234 des Schweizerischen Strafgesetzbuchs (StGB) wird die Verunreinigung von Trinkwasser mit gesundheitsschädlichen Stoffen mit Freiheits- oder Geldstrafe geahndet.